# Ewelina Lisowska
Ewelina Monika Lisowska (ur. 23 sierpnia 1991 we Wrocławiu) – polska piosenkarka, autorka tekstów i kompozytorka.
Wydała cztery solowe albumy studyjne: Aero-Plan (2013), Nowe Horyzonty (2014), Ponad Wszystko (2016) i Cztery (2018). Dwie wydane przez nią płyty dotarły na szczyt listy najchętniej kupowanych albumów w Polsce. Za sprzedaż swoich albumów i singli otrzymała dwie złote płyty oraz podwójną platynę. Wylansowała przeboje, takie jak „Nieodporny rozum”, „W stronę słońca”, „Jutra nie będzie”, „Na obcy ląd”, „We mgle”, „Prosta sprawa”, „T-shirt” czy „Nie mogę zapomnieć”.  
Laureatka nagród muzycznych, m.in. Eska Music Awards za najlepszy hit („W stronę słońca”), najlepszy debiut oraz najlepszy artysta w sieci, SuperPremiera Onetu („We mgle”) podczas 51. Krajowego Festiwalu Piosenki Polskiej w Opolu czy Superjedynki. Zdobyła też nominacje m.in. do MTV Europe Music Awards 2013 oraz nagród na festiwalach TOPtrendy 2014 i Polsat Sopot Festival 2014.
Zwyciężczyni czwartej edycji programu Dancing with the Stars. Taniec z gwiazdami. Uczestniczka lub gość w kilku programach rozrywkowych, m.in.  Twoja twarz brzmi znajomo. Użyczyła głosu pierwszoplanowym postaciom w filmach animowanych Rysiek Lwie Serce i Książę Czaruś oraz wystąpiła w dwóch ogólnopolskich kampaniach reklamowych. Prowadzi czynnie działalność charytatywną.
Materiały wideo na oficjalnym kanale Eweliny Lisowskiej w serwisie YouTube mają ponad 180 mln wyświetleń. Ponadto przekroczyła liczbę 30 milionów odtworzeń w serwisie Spotify. Od listopada 2018 publikuje materiały w aplikacji TikTok, gdzie obserwuje ją 500 tys. użytkowników, a pod nagraniami zebrała łącznie 7 mln polubień.

## Życiorys
Jest córką rolnika i nauczycielki pracującej w szkole podstawowej. Ma trójkę młodszego rodzeństwa, brata Krzysztofa i dwie siostry, Aleksandrę i Alicję. Wychowała się w Cerekwicy. Ukończyła Szkołę Muzyczną I stopnia im. Grażyny Bacewicz we Wrocławiu w klasie gitary klasycznej. Od 2016 amatorsko trenuje kick-boxing.

### Kariera zawodowa
W 2007 została wokalistką post hardcore’owego zespołu Nurth, w którym występowała pod pseudonimem Evelynn. Obok melodyjnego śpiewu wykorzystywała także growl. W 2008 i 2011 bez powodzenia brała udział w przesłuchaniach do Mam talent!, programu typu talent show produkowanego przez TVN. W 2012 dotarła do półfinału drugiej edycji programu TVN X Factor. Niedługo później podpisała kontrakt wydawniczy z wytwórnią muzyczną HQT Music Group.
7 sierpnia 2012 wydała debiutancką EPkę, zatytułowaną Ewelina Lisowska. Minialbum promowała piosenką „Nieodporny rozum”, do której został zrealizowany teledysk w reżyserii Dariusza Szermanowicza. Z singlem dotarła m.in. do 1. miejsca zestawienia AirPlay oraz 6. miejsca listy najlepszych piosenek 2012 według słuchaczy Radia Zet, 3. miejsca wg słuchaczy Radia Eska i 7. miejsca wg słuchaczy radia RMF FM. 10 grudnia 2012 zaprezentowała singiel „W stronę słońca”, który w serwisie YouTube odsłuchany został ponad dwa miliony razy w ciągu tygodnia i dzięki temu znalazł się na liście najchętniej odtwarzanych materiałów muzycznych na świecie.

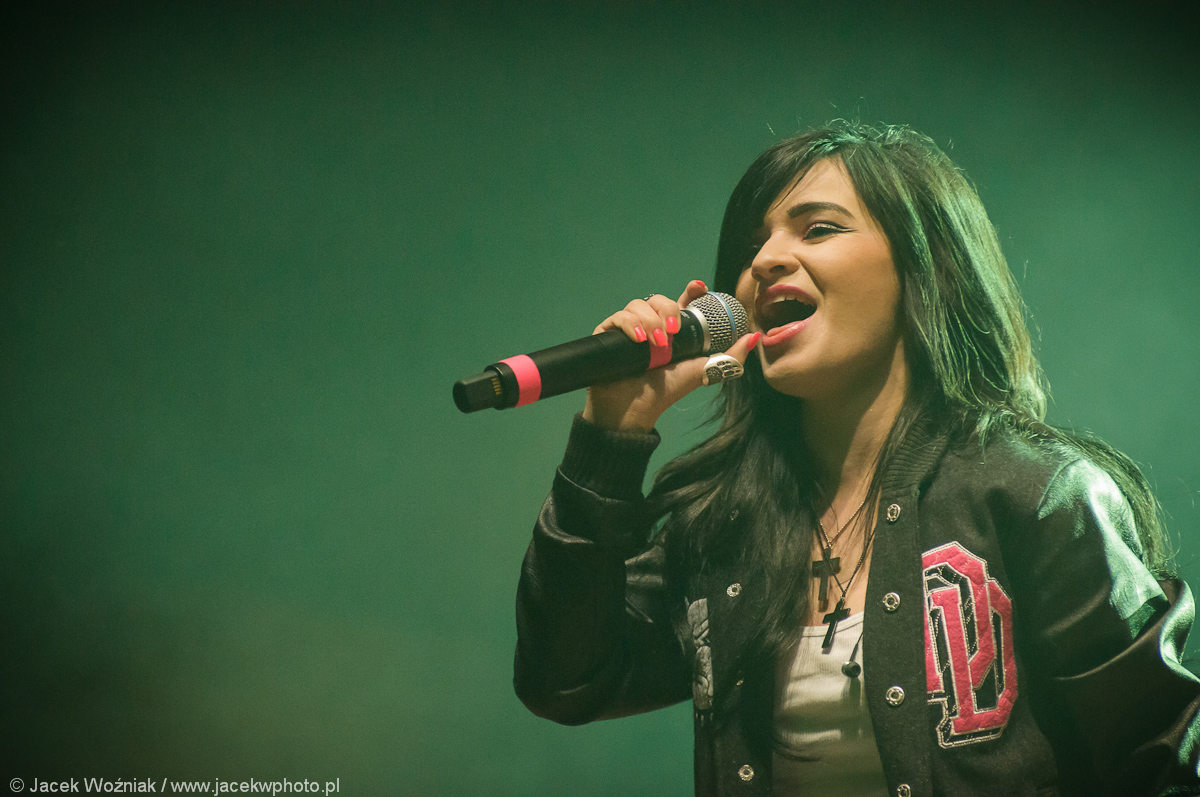
Lisowska (2013)

26 kwietnia 2013 zaprezentowała trzeci singiel, „Jutra nie będzie”, którym promowała debiutancki album studyjny pt. Aero-Plan, który został wydany 7 maja. Z płytą zadebiutowała na 10. miejscu listy OLiS. 8 czerwca z utworem „W stronę słońca” wystąpiła w koncercie „Największe przeboje roku” na festiwalu TOPtrendy 2013 w Sopocie. 15 czerwca podczas 50. KFPP w Opolu otrzymała SuperJedynkę dla SuperArtystki. 3 sierpnia podczas gali Eska Music Awards 2013 została nagrodzona za najlepszy hit („W stronę słońca”), najlepszy debiut i za wygraną w kategorii najlepszy artysta w sieci. Dzień później wystąpiła jako support przed koncertem Nelly Furtado podczas finału światowych regat The Tall Ships’ Races w Szczecinie. We wrześniu została nominowana do nagrody MTV Europe Music Awards 2013 w kategorii Najlepszy polski wykonawca. Również w 2013 napisała piosenkę „Na zawsze” na debiutancki album Dawida Kwiatkowskiego pt. 9893, użyczyła głosu Natalii w filmie animowanym Rysiek Lwie Serce oraz została ambasadorką marki sklepów Media Expert; duża częstotliwość emisji spotów reklamowych wzbudził kontrowersje wśród widzów, a sama piosenkarka była krytykowana w ogólnopolskiej prasie za udział w reklamie. W grudniu 2013 fraza „Ewelina Lisowska” znalazła na 7. miejscu w kategorii Najpopularniejsze osoby, 2. miejscu w kategorii Najbardziej popularni polscy celebryci oraz 2. miejscu w kategorii Polska muzyka na topie w corocznym zestawieniu najczęściej wyszukiwanych haseł w polskim internecie przygotowanym przez Google Zeitgeist.
1 maja 2014 wykonała własną interpretację przeboju Loony „Bailando” podczas koncertu „Tu bije serce Europy” zorganizowanego przez TVP1 z okazji 10-lecia przystąpienia Polski do Unii Europejskiej. 26 maja wydała singiel „We mgle”, z którym 6 czerwca wystąpiła w konkursie „SuperPremiery” na 51. KFPP w Opolu. Wcześniej, 30 maja, wystąpiła w koncercie „Królowie sieci” podczas pierwszego dnia festiwalu TOPtrendy 2014 wśród trzech artystów z największą liczbą sprzedanych singli w poprzedzającym roku w Polsce. Podczas koncertu odebrała wyróżnienie Cyfrowej Piosenki Roku, przyznanej przez ZPAV utworowi „W stronę słońca” za zajęcie 2. miejsca pod względem największej liczby sprzedanych singli w postaci cyfrowej w 2013. We wrześniu wyemitowano nowy sezon serialu TVP2 Barwy szczęścia, gdzie w napisach końcowych wykorzystano jej przebój „We mgle”. 28 października wydała album pt. Nowe horyzonty. W 2015 wzięła udział w kampanii reklamowej firmy Mattel promującej lalkę „Barbie: rockowa księżniczka”, a w ramach kontraktu, poza zrealizowaniem spotów reklamowych i sesji zdjęciowych, zasiadła w jury konkursu „Barbie. Głos ma siłę!”. 18 maja wydała singiel „Zatrzymaj się”. 13 listopada 2015 zwyciężyła w finale czwartej edycji programu rozrywkowego Polsatu Dancing with the Stars. Taniec z gwiazdami (2015), tańcząc w parze z Tomaszem Barańskim; wcześniej odpadli z konkursu w szóstym odcinku, jednak powrócili do programu ze względu na spowodowane kontuzją odejście Anny Cieślak. Nagrodę w programie, Kryształową Kulę, przekazała na licytację charytatywną organizowaną przez Milickie Stowarzyszenie Przyjaciół Dzieci i Osób Niepełnosprawnych. W czerwcu premierę miał teledysk do piosenki Ewy Farnej „Na ostrzu”, w którym wystąpiła. Pod koniec lipca 2016 wydała singiel „Prosta sprawa”, który uzyskał status podwójnie platynowej płyty. Utworem zapowiadała album pt. Ponad wszystko, który wydała 4 listopada 2016. W październiku zrealizowała wideoklip do kolejnego singla z albumu – „Zrób to!”. Płytę promowała także singlami: „Zatrzymaj się” i „Niebo/Piekło”. 31 grudnia wystąpiła na imprezie sylwestrowej Polsatu w Katowicach. 14 lutego 2017 wydała teledysk do singla „Niebo/Piekło (Jaro Remix)” z płyty pt. Ponad wszystko. Tego samego dnia zaczęto emisje serialu Nickelodeon, Jestem Franky, w którym Lisowska zaśpiewała czołówkę. 5 czerwca zaprezentowała teledysk do utworu „W sercu miasta”. 17 września wystąpiła na Koncercie muzyki tanecznej „After Party” z piosenkami „W stronę słońca” i „Prosta sprawa” podczas 54. Krajowego Festiwalu Piosenki Polskiej w Opolu. 30 września wystąpiła gościnnie z okazji jubileuszu 10 lat obecności na polskiej scenie muzycznej Ewy Farnej w Hali Widowiskowo-Sportowej w Lubinie. Rok 2017 zakończyła występem podczas sylwestrowej imprezy TVN w Warszawie.
25 maja 2018 wydała teledysk do piosenki „T-shirt”, którą – wraz z „W sercu miasta” – umieściła na albumie pt. Cztery, wydanym 22 czerwca. W lipcu wraz z Martą Gałuszewską i Honoratą Skarbek nagrała piosenkę „Tylko mój” promującą film animowany Książę Czaruś, w którym użyczyła głosu Kopciuszkowi. 22 lipca i 31 sierpnia wystąpiła na koncercie TVP2 Lato, Muzyka, Zabawa. Wakacyjna Trasa Dwójki. 31 grudnia wystąpiła na Stadionie Śląskim w Chorzowie podczas sylwestra z Polsatem oraz zagrała noworoczny koncert w Częstochowie. 27 lutego 2019 wystąpiła z piosenką „W stronę słońca” podczas koncertu Artyści przeciw nienawiści organizowanym w Łodzi. 2 czerwca wystąpiła koncercie w Lubartowie zorganizowanym z okazji Dnia Dziecka przez Fundację Polsat. 6 czerwca wystąpiła w Opolu na koncercie TVP2 „Nie pytaj o Polskę”. 14 sierpnia wystąpiła w koncercie Top of The Top Sopot Festival emitowanym przez TVN. Jesienią 2019 zajęła trzecie miejsce w finale 12. edycji programu Twoja twarz brzmi znajomo; wcześniej wygrała dwa odcinki programu. 31 grudnia wystąpiła podczas koncertu sylwestrowego TVN w Warszawie. 16 maja 2020 opublikowała teledysk pt. „Wodospady”, który nagrała w ramach akcji Hot16Challenge. 5 września wystąpiła w Opolu na 57. Krajowym Festiwalu Polskiej Piosenki, wykonując piosenkę Danuty Rinn „Gdzie ci mężczyźni?”.
2 października 2020 wydała singiel „Nie mogę zapomnieć” wraz z teledyskiem. Jest to pierwszy singiel, który wydała niezależnie, poza wytwórnią Universal Music Polska. 30 października wraz z Riot Games wydała singiel „More”, będący polską adaptacją ścieżki dźwiękowej znanej z gry League of Legends. 18 grudnia pojawiła się gościnnie w piosence Kaena „Kwarantanna”, do której nagrano teledysk. Tego samego dnia został wyemitowany świąteczny odcinek programu Twoja twarz brzmi znajomo, w którym Lisowska zaśpiewała piosenkę „Pada śnieg” w duecie z Krzysztofem Antkowiakiem. 15 grudnia wystąpiła na koncercie Świąteczna Opowieść w Kaplicy zamkowej na Wzgórzu Zamkowym w Lubinie. Pod koniec stycznia 2021 przez kilka dni wraz z Filipem Chajzerem prowadziła program Allegro dla WOŚP, sama na aukcję wystawiła koncert na pokładzie śmigłowca. 7 sierpnia Lisowska wystąpiła na koncercie TVP2 Wakacyjne hity wszech czasów w Jastarni. We wrześniu został wyemitowany program Fort Boyard na platformie Viaplay, w którym Lisowska wzięła udział. W tym czasie zapowiedziała, że w 2024 roku planuje wydać piąty album studyjny z okazji jubileuszu dziesięciu lat obecności na polskiej scenie muzycznej. Jesienią 2021 dołączyła do drużyny Hokejowej Reprezentacji Artystów Polskich. 18 listopada wystąpiła m.in. z utworem „Nie ufaj” podczas wernisażu w Hali Koszyki w Warszawie. 31 grudnia Lisowska wystąpiła na polsatowskim koncercie Sylwestrze Szczęścia na Stadionie Śląskim. 14 stycznia 2022 wydała wspólnie z Kubańczykiem i Olą Ciupą utwór „Wartości” promujący film Patryka Vegi Miłość, seks & pandemia. 30 stycznia wystąpiła w domu kultury w Bielsku Podlaskim podczas 30. Finału WOŚP. 27 maja wystąpiła na gali finałowej Miss Polonia, której finał transmitowany był na antenie TVP2. 6 grudnia wystąpiła na Wielkim koncercie piosenek świątecznych TVP. 
W 2023 podpisała kontrakt z nową wytwórnią muzyczną Warner Music Poland, w wyniku czego pod koniec grudnia wydała singiel „Nie jest tak źle”, zapowiadający jej piąty album studyjny. 23 sierpnia wystąpiła podczas Top of the Top Sopot Festival 2023, a w grudniu wzięła udział w świątecznej trasie Magic Christmas Concert. 22 września wystąpiła w Telewizyjnej Dwójce podczas koncertu „Biesiada miłosna”. W maju 2024 wzięła udział w koncercie In Memory of Tina Turner – Simply the best. 27 lipca wystąpiła na koncercie Lato z radiem i Telewizją Polską. 1 października wydała singiel „Niebezpieczni”.

## Dyskografia
Albumy studyjne
| Rok                                                     | Dane dot. albumu | Najwyższa pozycja na liście | Certyfikat         | Sprzedaż       |
| Rok                                                     | Dane dot. albumu | POL                         | Certyfikat         | Sprzedaż       |
| ------------------------------------------------------- | --- | --------------------------- | ------------------ | -------------- |
| 2013                                                    | Aero-Plan - Wydany: 7 maja 2013 - Wytwórnia: HQT Music Group - Format: CD, digital download, streaming                      | 10                          | - POL: złota płyta | - POL: 15 000+ |
| 2014                                                    | Nowe horyzonty - Wydany: 28 października 2014 - Wytwórnia: Universal Music Polska - Format: CD, digital download, streaming | 21                          | - POL: złota płyta | - POL: 15 000+ |
| 2016                                                    | Ponad wszystko - Wydany: 4 listopada 2016 - Wytwórnia: Universal Music Polska - Format: CD, digital download, streaming     | 44                          |                    |                |
| 2018                                                    | Cztery - Wydany: 22 czerwca 2018 - Wytwórnia: Universal Music Polska - Format: CD, digital download, streaming              | –                           |                    |                |
| „–” oznacza, że album nie był notowany na danej liście. | |                             |                    |                |

Minialbumy (EP)
| Rok  | Dane dot. albumu                                                                                                  |
| ---- | --- |
| 2012 | Ewelina Lisowska - Wydany: 7 sierpnia 2012 - Wytwórnia: HQT Music Group - Format: CD, digital download, streaming |

Single
| Rok                                                      | Tytuł                         | Najwyższe pozycje na listach | Najwyższe pozycje na listach | Najwyższe pozycje na listach | Najwyższe pozycje na listach | Najwyższe pozycje na listach | Najwyższe pozycje na listach | Najwyższe pozycje na listach | Najwyższe pozycje na listach | Certyfikat                | Sprzedaż       | Album               |
| Rok                                                      | Tytuł                         | POL (airplay)                | POL (airplay nowości)        | POL (airplay TV)             | RMF                          | Eska                         | Maxxx                        | SLiP                         | WiR                          | Certyfikat                | Sprzedaż       | Album               |
| -------------------------------------------------------- | ----------------------------- | ---------------------------- | ---------------------------- | ---------------------------- | ---------------------------- | ---------------------------- | ---------------------------- | ---------------------------- | ---------------------------- | ------------------------- | -------------- | ------------------- |
| 2012                                                     | „Nieodporny rozum”            | 1                            | 2                            | 1                            | 1                            | 1                            | 2                            | 4                            | 1                            |                           |                | Ewelina Lisowska    |
| 2012                                                     | „W stronę słońca”             | 1                            | 4                            | 1                            | 1                            | 1                            | 1                            | 1                            | 2                            |                           |                | Aero-Plan           |
| 2013                                                     | „Jutra nie będzie”            | –                            | 1                            | 2                            | 2                            | 2                            | 1                            | 21                           | 10                           |                           |                | Aero-Plan           |
| 2013                                                     | „Aero-Plan II"                | –                            | –                            | –                            | –                            | –                            | –                            | –                            | –                            |                           |                | Aero-Plan           |
| 2014                                                     | „We mgle”                     | –                            | 1                            | –                            | 5                            | 1                            | –                            | 13                           | 10                           |                           |                | Nowe horyzonty      |
| 2014                                                     | „Na obcy ląd”                 | 18                           | 4                            | 4                            | 3                            | 2                            | –                            | 27                           | –                            |                           |                | Nowe horyzonty      |
| 2014                                                     | „Nowe horyzonty”              | –                            | 1                            | –                            | –                            | –                            | –                            | 18                           | –                            |                           |                | Nowe horyzonty      |
| 2015                                                     | „Zatrzymaj się”               | 20                           | 3                            | –                            | 7                            | –                            | –                            | 34                           | –                            |                           |                | Ponad wszystko      |
| 2016                                                     | „Prosta sprawa”               | 10                           | 1                            | –                            | 1                            | 7                            | 2                            | 28                           | –                            | - POL: 2× platynowa płyta | - POL: 40 000+ | Ponad wszystko      |
| 2016                                                     | „Zrób to!”                    | –                            | –                            | –                            | –                            | 4                            | –                            | 32                           | –                            |                           |                | Ponad wszystko      |
| 2017                                                     | „Niebo / Piekło (Jaro Remix)” | –                            | –                            | –                            | –                            | –                            | –                            | 47                           | –                            |                           |                | Ponad wszystko      |
| 2017                                                     | „W sercu miasta”              | –                            | –                            | –                            | –                            | –                            | –                            | 39                           | –                            |                           |                | Cztery              |
| 2018                                                     | „T-shirt”                     | 21                           | 2                            | –                            | 7                            | –                            | –                            | 24                           | 10                           |                           |                | Cztery              |
| 2020                                                     | „Nie mogę zapomnieć”          | –                            | –                            | –                            | –                            | –                            | –                            | –                            | –                            |                           |                | Singiel niealbumowy |
| 2020                                                     | „Kwarantanna” (oraz Kaen)     | –                            | –                            | –                            | –                            | –                            | –                            | –                            | –                            |                           |                | Singiel niealbumowy |
| 2023                                                     | „Nie jest tak źle”            | –                            | –                            | –                            | –                            | –                            | –                            | –                            | 6                            |                           |                | Singiel niealbumowy |
| 2024                                                     | „Niebezpieczni”               | –                            | –                            | –                            | –                            | –                            | –                            | –                            | –                            |                           |                | Singiel niealbumowy |
| „–” oznacza, że singel nie był notowany na danej liście. |                               |                              |                              |                              |                              |                              |                              |                              |                              |                           |                |                     |

Single promocyjne
| Rok  | Utwór                                                      | Album                                       | Źródło  |
| ---- | ---------------------------------------------------------- | ------------------------------------------- | ------- |
| 2017 | „Jestem Franky”                                            | Jestem Franky (ścieżka dźwiękowa)           | [ 121 ] |
| 2018 | „Tylko mój” – (oraz: Marta Gałuszewska i Honorata Skarbek) | Książę Czaruś (ścieżka dźwiękowa)           | [ 122 ] |
| 2020 | „More”                                                     | League of Legends (ścieżka dźwiękowa)       | [ 123 ] |
| 2022 | „Wartości” – (oraz: Kubańczyk i DJ Slavic)                 | Miłość, seks & pandemia (ścieżka dźwiękowa) | [ 124 ] |

## Teledyski
| Rok  | Tytuł                         | Reżyseria            | Źródło  |
| ---- | ----------------------------- | -------------------- | ------- |
| 2012 | „Nieodporny rozum”            | Dariusz Szermanowicz | [ 125 ] |
| 2012 | „W stronę słońca”             | Grzegorz Górecki     | [ 126 ] |
| 2013 | „Jutra nie będzie”            | Dariusz Szermanowicz | [ 127 ] |
| 2013 | „Aero-Plan II"                | Dariusz Szermanowicz | [ 128 ] |
| 2014 | „We mgle”                     | Maciej Michalski     | [ 129 ] |
| 2014 | „Na obcy ląd”                 | Maciej Michalski     | [ 130 ] |
| 2014 | „Nowe horyzonty”              | Alan Kępski          | [ 131 ] |
| 2015 | „Zatrzymaj się”               | Alan Kępski          | [ 132 ] |
| 2016 | „Prosta sprawa”               | Alan Kępski          | [ 133 ] |
| 2016 | „Zrób to!”                    | Alan Kępski          | [ 134 ] |
| 2017 | „Niebo / Piekło (Jaro Remix)” | Alan Kępski          | [ 135 ] |
| 2017 | „W sercu miasta”              | Alan Kępski          | [ 136 ] |
| 2018 | „T-shirt”                     | Alan Kępski          | [ 137 ] |
| 2018 | „Tylko mój”                   | Michał Węgrzyn       | [ 138 ] |
| 2020 | „Nie mogę zapomnieć”          | Alan Kępski          | [ 139 ] |
| 2020 | „Kwarantanna”                 | Kamil Rydzewski      | [ 140 ] |
| 2022 | „Wartości”                    | Maks Wójcik          | [ 141 ] |
| 2023 | „Nie jest tak źle"            | Paweł Grabowski      | [ 142 ] |

## Filmografia
Dubbing i podkłady
- 2013: Rysiek Lwie Serce – jako Natalia
- 2017: Jestem Franky – piosenka tytułowa
- 2018: Książę Czaruś – jako Kopciuszek, piosenka promująca
- 2022: Miłość, seks & pandemia – piosenka promująca

## Kampanie reklamowe
- 2014: Media Expert
- 2015: Barbie: rockowa księżniczka (firma Mattel)

## Nagrody i nominacje
| Rok  | Konkurs                           | Kategoria                                                              | Rezultat                   |
| ---- | --------------------------------- | ---------------------------------------------------------------------- | -------------------------- |
| 2012 | Najlepsi 2012 – Plebiscyt Onet.pl | Piosenka roku – Polska („Nieodporny rozum”)                            | 8. miejsce                 |
| 2013 | Bravoora                          | Hit roku („Nieodporny rozum”)                                          | Nominacja                  |
| 2013 | Bravoora                          | Wokalistka roku                                                        | Nominacja                  |
| 2013 | SuperJedynki                      | SuperArtystka                                                          | Wygrana                    |
| 2013 | SuperJedynki                      | SuperPrzebój („Nieodporny rozum”)                                      | Nominacja                  |
| 2013 | TOPtrendy 2013                    | Największe przeboje roku („W stronę słońca”)                           | Nominacja                  |
| 2013 | Eska Music Awards 2013            | Najlepsza artystka                                                     | Nominacja                  |
| 2013 | Eska Music Awards 2013            | Najlepszy hit („W stronę słońca”)                                      | Wygrana                    |
| 2013 | Eska Music Awards 2013            | Najlepszy debiut                                                       | Wygrana                    |
| 2013 | Eska Music Awards 2013            | Eska TV Award – Najlepsze video („W stronę słońca”)                    | Nominacja                  |
| 2013 | Eska Music Awards 2013            | eskaGO Award – Najlepszy artysta w sieci                               | Wygrana                    |
| 2013 | Eska Music Awards 2013            | Najlepszy album (Aero-Plan)                                            | Nominacja                  |
| 2013 | MTV Europe Music Awards 2013      | Najlepszy polski wykonawca                                             | Nominacja                  |
| 2013 | Róże Gali 2013                    | Debiut (za najbardziej spektakularny debiut muzyczny 2012 i 2013 roku) | Nominacja                  |
| 2014 | TOPtrendy 2014                    | Cyfrowa Piosenka Roku („W stronę słońca”)                              | 2. miejsce                 |
| 2014 | 51. KFPP w Opolu                  | SuperPremiery („We mgle”)                                              | Nominacja                  |
| 2014 | 51. KFPP w Opolu                  | SuperPremiera Onetu („We mgle”)                                        | Wygrana                    |
| 2014 | Eska Music Awards 2014            | Najlepsza artystka                                                     | Nominacja                  |
| 2014 | Polsat Sopot Festival             | Słowik Publiczności („W stronę słońca”)                                | Nominacja                  |
| 2014 | MTV Europe Music Awards 2014      | Najlepszy polski wykonawca                                             | Nominacja do dzikiej karty |
| 2015 | Eska Music Awards 2015            | Najlepsza artystka                                                     | Nominacja                  |